# Zamek w Międzyrzeczu Koreckim
Zamek w Międzyrzeczu Koreckim – zbudowany został z końcem XV w. przez ks. Koreckich.

## Historia
Między innymi w 1648 r. i 1660 r. zdobyty i obrabowany przez wojska kozackie. Po zamku pozostały tylko wały obronne.